# Albert Ritserveldt
Albert Ritserveldt (Ophasselt, 13 ottobre 1915 – Zottegem, 11 marzo 2002) è stato un ciclista su strada belga.
Professionista dal 1938 al 1948, vinse una Liegi-Bastogne-Liegi.

## Carriera
Iniziò a correre utilizzando le biciclette Shrapnell, avendo aveva sposato la figlia di Oscar de Vleeschauwer, fondatore dell'omonima ditta produttrice di bici. A vent'anni Ritserveldt divenne campione nazionale tra gli indipendenti. Passato professionista, nel 1939 vinse la Liegi-Bastogne-Liegi. Nello stesso anno partecipò al Tour de France e nella classifica finale arrivò nono.

## Palmarès
- 1937 (De Dion, una vittoria)

Campionati belgi, Prova in linea Indipendenti
- 1939 (De Dion, una vittoria)

Liegi-Bastogne-Liegi
- 1942 (Dilecta, una vittoria)

Grote Prijs Stad Zottegem
- 1947 (Mercier, una vittoria)

Trophée du "Journal d'Alger"

## Piazzamenti

### Grandi Giri
- Tour de France

1939: 9º
- Giro d'Italia

1948: ritirato

### Classiche monumento
- Giro delle Fiandre

1943: 20º
- Parigi-Roubaix

1939: 55º
- Liegi-Bastogne-Liegi

1939: vincitore
1943: 28º
1947: 39º